# Graz-Umgebung (distrito)
| Distrito de Graz-Umgebung                                     |                                           |
| Estado                                                        | Estíria                                   |
| Capital                                                       | Graz                                      |
| Área                                                          | 1086 km²                                  |
| População                                                     | 154.260 habitantes (1 de janeiro de 2019) |
| Densidade                                                     | 142 hab./km²                              |
| Website                                                       | Site oficial                              |
| Localização de Distrito de Graz-Umgebung no estado de Estíria |                                           |
|                                                               |                                           |

Graz-Umgebung (em alemão: Bezirk Graz-Umgebung) é um distrito da Áustria, localizado no estado da Estíria.

## Cidades e municípios
Graz-Umgebung possui 36 municípios, sendo 1 com estatuto de cidade e 21 com direito de mercado (Marktgemeinde) e o restante municípios comuns.

### Cidades
- Frohnleiten

### Mercados
- Deutschfeistritz
- Dobl-Zwaring
- Eggersdorf bei Graz
- Feldkirchen bei Graz
- Gössendorf
- Gratkorn
- Gratwein-Straßengel
- Hausmannstätten
- Hitzendorf
- Kalsdorf bei Graz
- Kumberg
- Laßnitzhöhe
- Lieboch
- Peggau
- Premstätten
- Raaba-Grambach
- Sankt Marein bei Graz
- Semriach
- Thal
- Übelbach
- Vasoldsberg

### Municípios
- Fernitz-Mellach
- Haselsdorf-Tobelbad
- Kainbach bei Graz
- Nestelbach bei Graz
- Sankt Bartholomä
- Sankt Oswald bei Plankenwarth
- Sankt Radegund bei Graz
- Seiersberg-Pirka
- Stattegg
- Stiwoll
- Weinitzen
- Werndorf
- Wundschuh